# Steinbach (Rhin-Hunsrück)
Pour les articles homonymes, voir Steinbach.
Steinbach est une municipalité du Verbandsgemeinde Rheinböllen, dans l'arrondissement de Rhin-Hunsrück, en Rhénanie-Palatinat, dans l'ouest de l'Allemagne.